# Rajpur Sonarpur

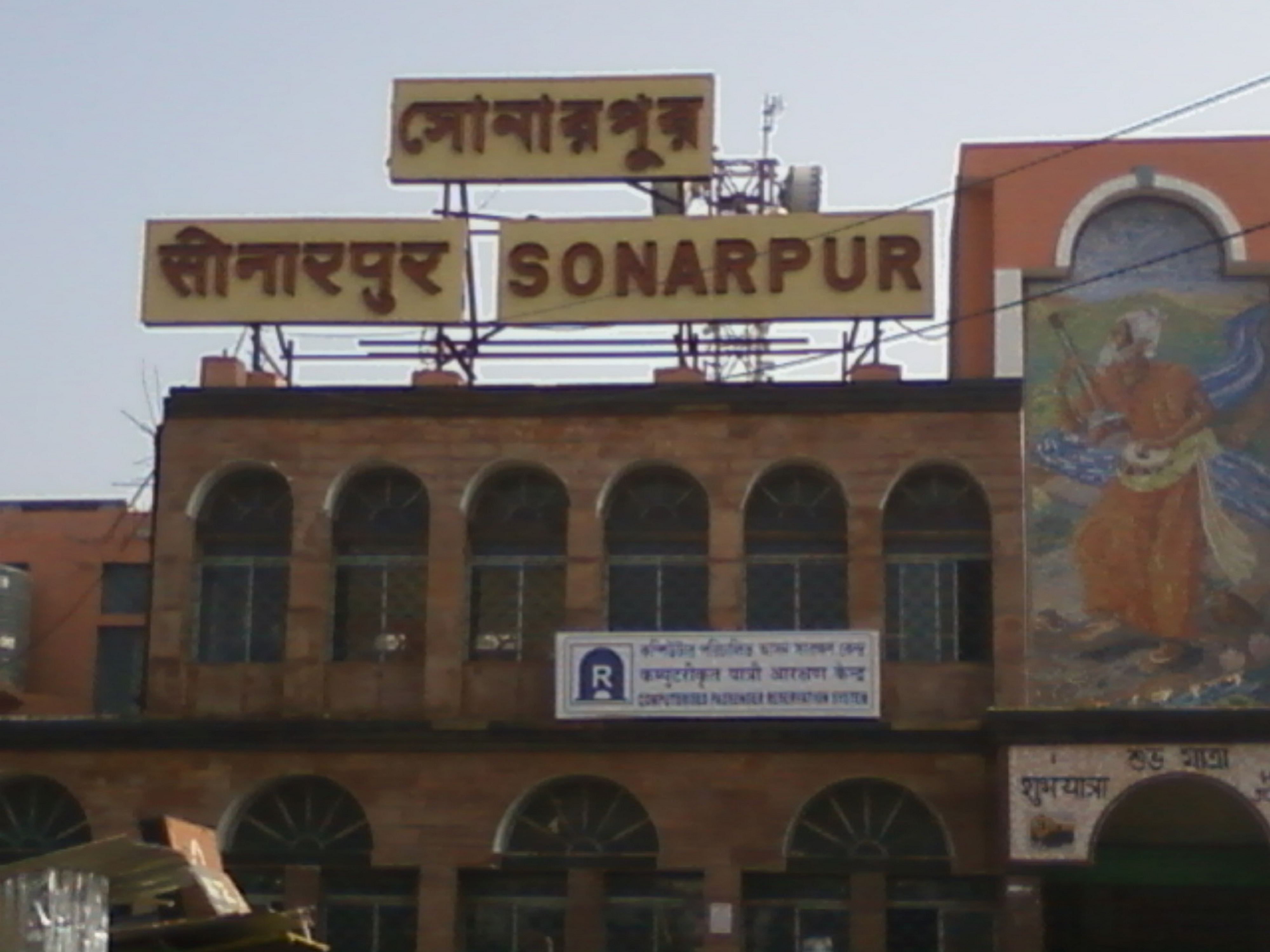
Sonarpur Junction Railway Station

Rajpur Sonarpur är en stad i Indien. Den är belägen i distriktet South 24 Parganas i delstaten Västbengalen. Staden, Rajpur Sonarpur Municipality, ingår i Calcuttas storstadsområde och hade 424 368 invånare vid folkräkningen 2011.